# Vůdce plavidla

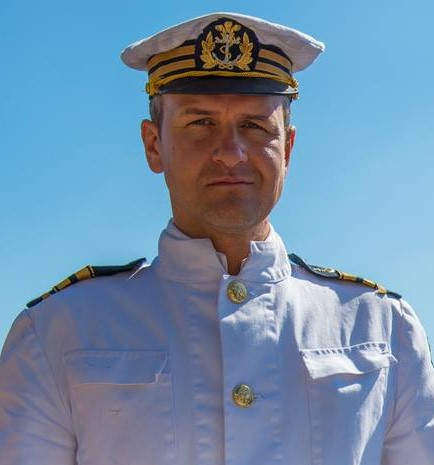
Štěpán Rusňák, kapitán říční plavby, někdejší výkonný ředitel společností Pražské Benátky a Pražská paroplavební společnost

Vůdce plavidla (tradičně nazývaný také kapitán) je ve vnitrozemské plavbě osoba, která vede plavidlo nebo sestavu plavidel v provozu na vodní cestě.

## Právní vymezení

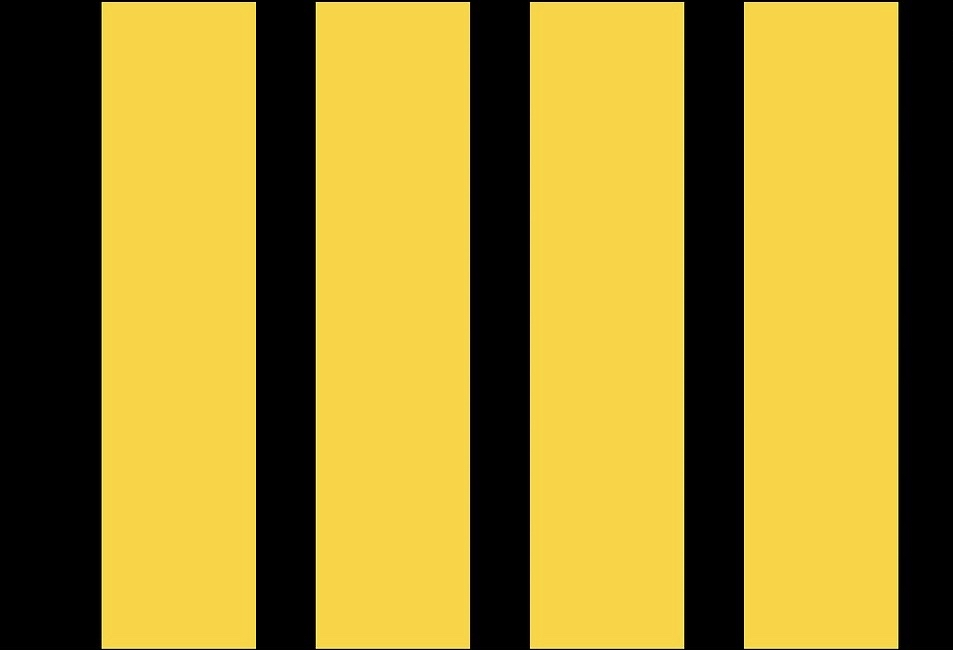
Obvyklé označení kapitána

V ČR postavení vůdce plavidla popisuje zákon o vnitrozemské plavbě a prováděcí vyhláška k němu. Vůdce plavidla je zejména povinen zajistit, aby při provozování plavidla nebyla ohrožena bezpečnost osob na plavidle a ostatních účastníků plavebního provozu a aby nedošlo k ohrožení nebo poškození plavidel nebo staveb na vodní cestě nebo k ohrožení nebo poškození životního prostředí.

Vůdce plavidla vykonává na plavidle činnosti spočívající ve vedení plavidla při jeho pohybu na vodní cestě, jimiž jsou vydávání příkazů členům posádky plavidla při jimi vykonávaných činnostech,  naplánování plavby, vedení plavidla a bezpečné manévrování s ním, včetně řešení nouzových situací v souladu s pravidly plavebního provozu a pravidly přepravy nebezpečných věcí. Dále je jeho úkolem zajištění bezpečné přepravy cestujících včetně pomoci osobám se zdravotním postižením a nakládky materiálu s ohledem na stabilitu plavidla a kontrola bezpečného provozu a zajištění údržby strojního, elektrotechnického a elektronického zařízení na plavidle.
Dělení:
- Vůdce plavidla

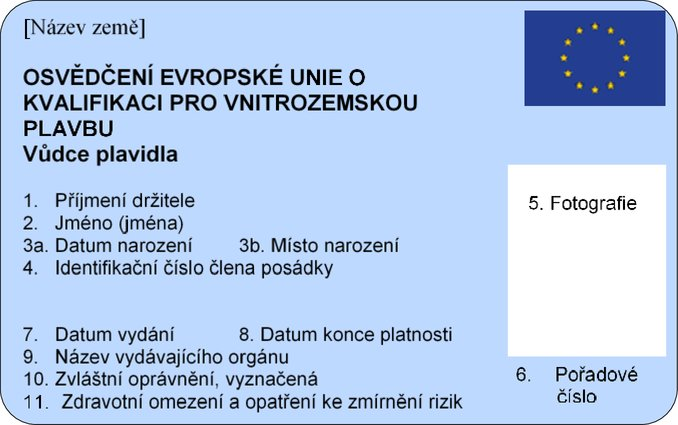
Vzor průkazu Vůdce plavidla

- Vůdce plavidla bez vlastního strojního pohonu nebo s vlastním strojním pohonem o výkonu do 4 kW
- Vůdce plavidla plujícího pomocí radaru
- Vůdce plavidla, které zajišťuje pohyb tlačné sestavy s plochou alespoň 7000 m2